# かしめナット
かしめナット または 圧入ナット（あつにゅうナット） とは、母材が薄い場合や、破損した雌ねじ部の補修など、母材自体にタップを切ることが難しい場合に用いるナット。

## 分類
かしめナットと呼ばれるものは大きく以下に分類出来る。尚、どちらにも六角ナットのものも丸ナットのものもある。

### リベットナット
ブラインドリベットに似ており、母材を変形させずにナットが塑性変形し母材を挟み込み固定するのが特徴。固定にはブラインドリベットのリベッターのようなナッターと呼ばれる工具を用いる。
ポップナット、ウエルナット、セルスペーサ、ジャック、クリンチ、ブラインド、ハック、POP、ナットサート、スクリューグロメット、スルースペーサなどとも呼ばれる。

### クリンチングナット
ナットに歯車状の細かい突起が付いており、そこに母材を食い込ませる事で締結する。従って、リベットナットと異なりナットは変形せずに母材を塑性変形させて締結するため、母材の材質がある程度限られる。母材にはめ込み、ボルトを入れる側と反対側からたたいて、又はバイス等で母材に押し込み締結する。尚、クリンチングナットの場合は施工することを「かしめる」ではなく「圧入」と区別する説もある。
カレイナット、NCナット、ボブ、クリンチ、ファブ、カーリング、セルボード、セルフ、圧入ナットなどとも呼ばれる。

## 製品[5]

### クリンチングナット

#### 株式会社ファブエース[6]
- クリンチングナット (丸)
- ファブナット (六角)

#### ボーセイキャプティブ株式会社[7]
- セルフクリンチングナット SELF-CLINCHING NUTS (丸)
- ボブナット BOB NUTS (六角)

#### 西精工株式会社[8]
- カーリングナット (六角)
- NCナット (丸)

#### ポップリベット・ファスナー株式会社[9]
- カレイナット (六角)
- STナット(六角)
- SGナット(六角)

#### 日本ドライブイット株式会社[10]
- セルファスナー(丸)